# Neon (entreprise)
 (avril 2025).
La mise en forme du texte ne suit pas les recommandations de Wikipédia : il faut le « wikifier ».
Les points d'amélioration suivants sont les cas les plus fréquents. Le détail des points à revoir est peut-être précisé sur la page de discussion.
- Les titres sont pré-formatés par le logiciel. Ils ne sont ni en capitales, ni en gras.
- Le texte ne doit pas être écrit en capitales (les noms de famille non plus), ni en gras, ni en italique, ni en « petit »…
- Le gras n'est utilisé que pour surligner le titre de l'article dans l'introduction, une seule fois.
- L'italique est rarement utilisé : mots en langue étrangère, titres d'œuvres, noms de bateaux, etc.
- Les citations ne sont pas en italique mais en corps de texte normal. Elles sont entourées par des guillemets français : « et ».
- Les listes à puces sont à éviter, des paragraphes rédigés étant largement préférés. Les tableaux sont à réserver à la présentation de données structurées (résultats, etc.).
- Les appels de note de bas de page (petits chiffres en exposant, introduits par l'outil «  Source ») sont à placer entre la fin de phrase et le point final[comme ça].
- Les liens internes (vers d'autres articles de Wikipédia) sont à choisir avec parcimonie. Créez des liens vers des articles approfondissant le sujet. Les termes génériques sans rapport avec le sujet sont à éviter, ainsi que les répétitions de liens vers un même terme.
- Les liens externes sont à placer uniquement dans une section « Liens externes », à la fin de l'article. Ces liens sont à choisir avec parcimonie suivant les règles définies. Si un lien sert de source à l'article, son insertion dans le texte est à faire par les notes de bas de page.
- La présentation des références doit suivre les conventions bibliographiques. Il est recommandé d'utiliser les modèles {{Ouvrage}}, {{Chapitre}}, {{Article}}, {{Lien web}} et/ou {{Bibliographie}}. Le mode d'édition visuel peut mettre en forme automatiquement les références.
- Insérer une infobox (cadre d'informations à droite) n'est pas obligatoire pour parachever la mise en page.

Pour une aide détaillée, merci de consulter Aide:Wikification.
Si vous pensez que ces points ont été résolus, vous pouvez retirer ce bandeau et améliorer la mise en forme d'un autre article.
Pour l’article homonyme, voir Neon (magazine).
Neon est une société indépendante américaine de production et distribution cinématographique fondée en 2017 par Tom Quinn et Tim League, qui est également le co-fondateur de la chaîne Alamo Drafthouse Cinema.
Elle distribue son premier film aux États-Unis, Colossal en 2017, mais connaît un succès critique et/ou commercial avec la distribution de films tels que Moi, Tonya, Parasite, Flee, Julie (en 12 chapitres), Anora ou The Monkey ainsi que les films français Portrait de la jeune fille en feu ou Anatomie d'une chute,. 

## Histoire
Le studio s'associe en septembre 2017 avec Blumhouse Productions pour gérer BH Tilt. En février 2021, il s'associe avec Bleecker Street pour lancer Decal. 
Tom Quinn a déjà travaillé en collaboration avec Bong Joon-Ho, sur trois des sept films du réalisateur : The Host, Mother, Snowpiercer. La collaboration s'est poursuivie avec l'achat par Neon des droits de Memories of Murder, ou la distribution américaine de Parasite. En mai 2025, la société signe un accord de premier regard avec Phobos, la société de production nouvellement créé par Osgood Perkins, réalisateur de Longlegs et The Monkey, qui constituent deux des plus gros succès commerciaux de Neon.
Neon a acquis les droits nord-américains de six films lauréat de la Palme d'Or au Festival de Cannes : Parasite, Titane, Sans filtre, Anatomie d'une Chute, Anora et Un simple accident. Avec Anora, c'est la cinquième Palme d'or consécutive remportée par un film distribué par le studio, puis la sixième consécutive avec Un simple accident,. Cependant, en raison du fait que Neon achète en grande partie les droits nord-américains des films durant le festival, et de sa communication après les récompenses, des critiques émergent, la Palme d'or étant quasiment garantie via ces achats (Un simple accident a été acheté quelques jours avant que le film n'obtienne sa Palme d'or). De plus, Neon est majoritairement un distributeur, et non un producteur, ce qui fait que même si le studio accompagne les films en les présentant aux Oscars, il n'a pas d'impact sur le développement de ces films,.
Au Festival de Cannes 2025, le studio possède les droits nord-américains de deux films en compétition pour la Palme d'or, Valeur Sentimentale et Alpha. Durant le festival, Neon achète les droits nord-américains d'Un simple accident, de L'agent secret, et de Sirât,,, dans le but de renforcer ses chances de distribuer aux États-Unis un film gagnant la Palme d'or,.
Le studio compte également 39 nominations aux Oscars, et 11 victoires dont celui du meilleur film international pour Parasite et du meilleur film pour Anora et Parasite. Neon a mené la campagne de Moi, Tonya aux Oscars durant six mois, en sortant une bande-annonce non censurée, sortant des conventions habituelles pour ce genre de cérémonie. En 2023, Le studio est critiqué par le compte officiel du film Origin pour son manque d'attention en matière de récompenses, imputant la responsabilité de Neon. La campagne d'Anora pour les Oscars a coûté 18 millions de dollars au studio, tandis que la campagne de Parasite avait coûté 20 millions de dollars.

## Comparaison avec A24
Malgré la rivalité avec A24, Tom Quinn déclare que leur plus gros concurrent est Netflix, car les deux studios ont participé à une guerre d'enchères pour des films tels que Moi, Tonya, Portrait de la jeune fille en feu, Hit Man, ou May December,. Neon a également essayé d'acheter les droits nord-américain de The Brutalist, car Tom Quinn considérait le film comme un "chef-d'œuvre absolu", mais Brady Corbet a choisi A24 suite à un désaccord sur la projection du film. 
Neon est comparé à A24 par son marketing, sa manière de gérer la campagne de ses films aux Oscars, et sa volonté de proposer des films indépendants, même si A24 commence à distribuer des titres comme Civil War, s'éloignant des documentaires ou film internationaux,. Neon a distribué treize films durant sa huitième année, tandis qu'A24 en a distribué douze. Les deux studios entretiennent tout les deux de fortes relations avec certains réalisateurs, tels que Alex Garland ou Ari Aster pour A24 et Osgood Perkins ou Sean Baker pour Neon,.